# I Started Something I Couldn't Finish
«I Started Something I Couldn't Finish» - en españolː Comencé algo que no puedo acabar - es una canción de la banda británica The Smiths. Fue lanzado como sencillo en noviembre de 1987, alcanzando el puesto #23 en el UK Singles Chart.
Fue el segundo de los tres sencillos del Reino Unido de Strangeways, Here We Come, el último álbum de estudio de la banda, y fue lanzado después de que la banda había anunciado su separación. La compañía discográfica tenía la intención de lanzar "Stop Me If You Think You've Heard This One Before" como un sencillo en el Reino Unido, pero consideraron que sería inapropiado después de la masacre de Hungerford (la letra contiene una referencia a "asesinatos en masa").
"Stop Me If You Think You've Heard This One Before" fue lanzado como sencillo en otros países, pero su video promocional - que incluyó a Morrissey, más un gran número de admiradores de Morrissey - fue utilizado en el Reino Unido para promocionar "I Started Something I Couldn't Finish".
La pista dispone de un outtake durante el fade-out en el final, con Morrissey pidiendo "Bueno, Stephen (Street, el productor) ¿vamos a hacer que una de nuevo?"
La portada del sencillo tiene a la actriz Avril Angers, en un fotograma de cine de la película de 1966 The Family Way.

## Lista de canciones
Todas las canciones escritas por Morrissey/Marr

### 7": Rough Trade / RT198 (UK)
1. «I Started Something I Couldn't Finish»
2. «Pretty Girls Make Graves» (versión de Troy Tate)

### 12": Rough Trade / RTT198 (UK)
1. «I Started Something I Couldn't Finish»
2. «Pretty Girls Make Graves» (versión de Troy Tate)
3. «Some Girls Are Bigger Than Others» (en vivo)

- También lanzado en casete como Rough Trade RTT198C

La versión en casete contiene la versión de la canción de James "What's The World?"